# 不知火號驅逐艦
不知火（しらぬい）是大日本帝國海軍的驅逐艦。陽炎型驅逐艦2號艦。此艦名稱繼承自日俄戰爭的武勳艦 - 東雲型驅逐艦4號艦「不知火」。在1號艦「陽炎」被擊沉後，海軍內部的文件將「陽炎型驅逐艦」改名為「不知火型驅逐艦」。

## 命名由來
根據大日本帝國海軍發布的命名準則，驅逐艦是以天氣現象命名。不知火是日本九州地區傳說中的一種怪火，也是古代日本民間傳說中的一種妖怪。根據大正時代的研究，不知火在現今的科學界中被普遍認為是海市蜃樓的一種。

## 艦歷
- 1937年8月30日在浦賀船渠動工，1939年12月20日竣工，隨後被配屬至吳鎮守府，與同型艦陽炎、朝潮型的霞和霰一起組成第18驅逐隊、並編入第二艦隊第二水雷戰隊。
- 1941年11月26日作為護衛艦由單冠灣出發，參加珍珠港事件。
- 1942年1月8日由柱島泊地出發進行攻擊拉包爾的任務，隨後在2月份參與攻擊達爾文港與爪哇島的任務、4月份參加印度洋空襲、5月份進入塞班島、6月份作為護衛艦參與中途島海戰、6月28日護衛水上飛機母艦千代田與客輪阿根廷丸（海鷹號航空母艦前身）前往基斯卡島。
- 1942年7月5日行動中，在基斯卡島附近因濃霧停泊時受到美軍潛水艇USS Growler（SS-215）（此次攻擊是該艦的初戰）的魚雷攻擊而大破，最後因受損嚴重無法拖曳，故只能在原地將受損的艦首切斷，直到9月3號才回到舞鶴工廠進行長達一年兩個月的修復。（這次的奇襲最後造成霰沉沒、霞因艦體前部折斷而引發大火，隨後第18驅逐隊在8月15日解散，而當時擔任驅逐隊司令的宮坂義登大佐切腹自殺，然而宮坂卻大難不死，直到戰後的1977年才亡故。）
- 1944年3月1日與薄雲、白雲、霞一起被編入第9驅逐隊，隨後該隊在同年3月31日改名為第18驅逐隊
- 1944年10月雷伊泰灣海戰開打，不知火作為志摩艦隊（志摩清英）的成員向蘇里高海峽開始前進。10月27日前往救助損傷的輕巡洋艦「鬼怒」，在沒有發現鬼怒號的情形下，於回程途中前去救助大破坐底的早霜號，在距離早霜號約1000公尺的地方停車準備救助的時候收到由早霜所發出的「ワレ早霜、敵襲ノ恐レアリ、来ルナ（「本艦」早霜，恐怕會有敵襲，別過來）」訊息，結果果然遭到美軍艦載機攻撃而戰沒，全艦包括第18驅逐隊司令井上良雄大佐與艦長荒悌三郎少佐以下全員戰死。
- 1944年12月10日除籍

## 同型艦
- 陽炎
- 雪風
- 黑潮
- 初風
- 親潮
- 夏潮
- 早潮
- 天津風
- 磯風
- 時津風
- 浦風
- 嵐
- 萩風
- 谷風
- 野分
- 濱風
- 舞風
- 秋雲

## 歷代艦長

### 艦長
1. 中村謙治 中佐：1939年12月20日 -
2. 赤沢次寿雄 中佐：1940年10月15日 -
3. 安並正俊 中佐：1943年10月5日 -
4. 荒悌三郎 少佐：1943年11月1日 - 1944年10月27日戰死